# Afroapoderus perrieri
Afroapoderus perrieri là một loài bọ cánh cứng trong họ Attelabidae. Loài này được Fairmaire miêu tả khoa học năm 1898.